# Tysk-amerikanska dagen
Tysk-amerikanska dagen (engelska: German-American Day) är en bemärkelsedag i USA, som årligen firas den 6 oktober. Under dagen, som firas till minne av tysk-amerikanska arvet, minns man vad som hände 1683 då 13 familjer från Krefeld kom till Pennsylvania. De skapade Germantown i Pennsylvania, den första tyska bosättningen i de ursprungliga Tretton kolonierna. Dagen började firas under 1800-talet, men började försvinna under första världskriget som ett resultat av de antityska stämningarna. Dagen började återigen firas 1983, då president Ronald Reagan utsåg 6 oktober till tysk-amerikanska dagen, till minne av 300 års närvaro av tyskamerikaner. Den 6 augusti 1987 antog USA:s kongress S.J. Resolution 108, som gjorde 6 oktober till Tysk-amerikanska dagen. Detta lagstadgades (Public Law 100-104) då president Ronald Reagan skrev på detta den 18 augusti 1987. En officiell ceremoni hölls 2 oktober 1987 av Ronald Reagan i Vita husets rosenträdgård, där han uppmanade till firande av dagen.

### Fotnoter
1. ↑  ”"German-American Day: A Short History,"”. Arkiverad från originalet den 19 oktober 2009. https://web.archive.org/web/20091019230838/http://geocities.com/Athens/Thebes/8171/GermanAmericanDay.html. Läst 25 oktober 2009.
2. ↑  ”Tricentennial Anniversary Year of German Settlement in America”. 20 januari 1983. http://usa.usembassy.de/etexts/ga5-830120.htm. Läst 29 juli 2007.